# Tiopirano
El tiopirano es un compuesto heterocíclico con la fórmula química C5H6S. Tiene dos isómeros, 2H -tiopirano y 4H- tiopirano, que se diferencian por la ubicación de los dobles enlaces. Los tiopiranos son análogos a los piranos en los que el átomo de oxígeno ha sido reemplazado por un átomo de azufre.